# Otto von Trotta genannt Treyden
Otto Magnus Julius von Trotta genannt Treyden (* 28. Februar 1794 in Königsberg; † 11. Oktober 1858 in Insterburg) war ein preußischer Generalmajor.

## Leben

### Herkunft
Er war der Sohn von Otto Friedrich Heinrich von Trotta (* 24. Juni 1754; † 10. März 1830 in Königsberg), aus dem Geschlecht Trotta genannt Treyden, und dessen zweiter Ehefrau Charlotte Elisabeth Florentine Luise, geborene Gösch (* 31. Dezember 1772 in Königsberg; † 13. Oktober 1837 ebenda). Sein Vater war preußischer Oberstleutnant a. D., zuletzt Kommandeur des Infanterieregiments „von Ploetz“ und Ritter des Ordens Pour le Mérite; seine Mutter die Tochter des Münzdirektors Gösch.

### Militärkarriere
Trotta wurde Mitte Februar 1812 im Kürassierregiment Nr. 3 der Preußischen Armee angestellt, dort im November 1812 zum Portepeefähnrich ernannt und am 17. Februar 1813 zum Sekondeleutnant befördert. Als solcher machte er während der Befreiungskriege gegen Napoleon die Schlachten bei Großgörschen und Bautzen mit. In der Völkerschlacht bei Leipzig wurde Trotta verwundet. Nach seiner Gesundung kämpfte er bei Montmirail, wofür Trotta das Eiserne Kreuz II. Klasse erhielt, und nahm an den Schlachten von Laon sowie Paris teil.
Nach dem Friedensschluss wurde Trotta Mitte Mai 1819 Premierleutnant und stieg im Februar 1833 zum Rittmeister und Eskadronchef auf. Als Major wurde er am 9. März 1848 in Vertretung mit der Führung des 1. Dragonerregiments beauftragt und am 7. Mai 1848 schließlich zum Regimentskommandeur ernannt. In dieser Stellung folgten am 19. November 1849 die Beförderung zum Oberstleutnant sowie am 19. April 1851 zum Oberst.
Trotta wurde am 8. August 1854 als Generalmajor mit Pension in den Ruhestand verabschiedet.

### Familie
Er heiratete am 6. Mai 1820 in Kalgen Valeska Alexandrine von Below (* 29. September 1802 in Kalgen; † 16. Oktober 1854 in Insterburg). Aus der Ehe gingen drei Kinder hervor:
- Otto (* 13. April 1821 in Königsberg; † 1. März 1868), preußischer Bahnhofsvorsteher

⚭ 1847 Sophie Knetschkowsky († Juli 1848)
⚭ 1849 Pauline Ernestine Seibel (* 18. August 1829 im Ples)
- Alexia (* 17. November 1822 in Königsberg)
- Franz Heinrich Julius Karl Hermann (* 8. August 1824 in Königsberg; † 5. Mai 1872), Postdirektor sowie preußischer Rittmeister a. D., zuletzt im 3. Kürassierregiment ⚭ 1854 Luise Friederike Marie Elisabeth von Wernsdorf (* 10. Juni 1834; † 2. April 1859)
- Viktor († 1. April 1828)
- Heinrich August Magnus (* 4. Dezember 1829), Telegraphen-Beamter